# Anoplophora asuanga
Anoplophora asuanga es una especie de escarabajo longicornio del género Anoplophora, subfamilia Lamiinae. Fue descrita científicamente por Schultze en 1923.
Se distribuye por Filipinas. Mide 28-40 milímetros de longitud. El período de vuelo de esta especie ocurre en los meses de enero, febrero, marzo, mayo y junio.